# Ubiratã
Ubiratã ist ein brasilianisches Munizip im Westen des Bundesstaats Paraná. Es hat 24.749 Einwohner (2022), die sich Ubiratenser nennen. Seine Fläche beträgt 653 km². Es liegt 522 Meter über dem Meeresspiegel.

## Etymologie
Der Ortsname Ubiratã kommt aus dem Tupi-Guarani. Er bedeutet hartes Holz. Die Wahl fiel auf diesen Namen wegen der üppigen Wälder, die reich an Arten wie Peroba, Jacaranda und Zedern sind.

## Geschichte

### Besiedlung
Vor der Ankunft der Europäer lebten in dieser Region Kaingang-Stämme. Das Volk der Gês oder Tapuias lebte an den Ufern des Rio Carajá, das Volk der Goianás an den Ufern des Rio Tricolor. Sie bewohnten diese Region seit etwa 900 Jahren.
Ubiratã wurde 1954 von der Sociedade Imobiliária Noroeste do Paraná Ltda. (Sinop) kolonisiert, nachdem diese von der Regierung von Paraná die damals Gleba Rio Verde genannten Ländereien gekauft hatte. Die Direktoren Ênio Pipino und João Pedro Moreira de Carvalho kamen aus Iporã mit einem Team von Ingenieuren und Landvermessern.
Um zu dem Ort zu gelangen, der damals Sauju hieß und der höchstgelegene Ort in der Serra do Piquiri war, mussten sie viele Hindernisse und Herausforderungen überwinden und Wege durch den Wald anlegen.
Mitten im Urwald errichteten sie mit Hilfe von mehr als 200 Männern ein Lager und einen Landeplatz. Das erste Flugzeug, das landete, war ein Teco-Teco (Kleinflugzeiu), das von dem als Zé da Pua bekannten Piloten gesteuert wurde, der João Pedro Moreira de Carvalho an Bord hatte.
Um den Bedürfnissen zuwanderungswilliger Menschen gerecht zu werden, wurden ein Büro (heute befindet sich dort die Banco do Brasil), ein Hotel (unterhalb der Texaco-Tankstelle), eine Schule (neben dem heutigen Hotel Pass Port) und eine Kapelle (Igreja Matriz Santo Antônio) gebaut.
Die Sinop plante und verwirklichte die Besiedlung der Gleba Rio Verde. Sie verkaufte die Grundstücke mit Wasser- und Straßennetz und ermöglichte den Zugang zu anderen Regionen.

### Erhebung zum Munizip
Ubiratã wurde durch das Staatsgesetz Nr. 4.245 vom 25. Juli 1960 aus Campo Mourão ausgegliedert und in den Rang eines Munizips erhoben. Es wurde am 4. November 1961 als Munizip installiert.

## Geografie

### Fläche und Lage
Ubiratã liegt auf dem Terceiro Planalto Paranaense (der Dritten oder Guarapuava-Hochebene von Paraná). Seine Fläche beträgt 653 km². Es liegt auf einer Höhe von 522 Metern.

### Vegetation
Das Biom von Ubiratã ist Mata Atlântica.

### Klima
Das Klima ist gemäßigt warm. Es werden hohe Niederschlagsmengen verzeichnet (1716 mm pro Jahr). Im Jahresdurchschnitt liegt die Temperatur bei 21,4 °C. Die Klimaklassifikation nach Köppen und Geiger lautet Cfa.

### Gewässer
Ubiratã liegt im Einzugsgebiet des Rio Piquiri. Dieser bildet die westliche Grenze des Munizips. Sein rechter Nebenfluss Rio Tricolor begrenzt das Munizip im Südosten. Der Rio Comissário, der in seinem Oberlauf Rio das Vieiras heißt, markiert die nördliche Grenze. Mitten durch das Munizipgebiet fließt der Rio Carajá ebenfalls zum Rio Piquiri.

### Straßen
Ubiratã liegt an der BR-369 zwischen Cascavel und Maringá.

### Nachbarmunizipien
|                    | Quarto Centenário und Rancho Alegre d’Oeste | Juranda          |
| Nova Aurora        | Kompassrose, die auf Nachbargemeinden zeigt |                  |
| Corbélia und Anahy | Braganey und Iguatu                         | Campina da Lagoa |

## Stadtverwaltung
Bürgermeister: Fabio de Oliveira Dalecio, Cidadania (2021–2024)
Vizebürgermeister: Alexandre Antonio Molina, PSDB (2021–2024)

## Demografie

### Bevölkerungsentwicklung
| Jahr | Einwohner | Stadt | Land |
| ---- | --------- | ----- | ---- |
| 1970 | 39.940    | 16 %  | 84 % |
| 1980 | 27.326    | 50 %  | 50 % |
| 1991 | 26.828    | 68 %  | 32 % |
| 2000 | 22.593    | 78 %  | 22 % |
| 2010 | 21.558    | 85 %  | 15 % |
| 2022 | 24.749    |       |      |

Quelle: IBGE (2011) und Volkszählung 2022

### Ethnische Zusammensetzung
| Gruppe * | 1991    | 2000    | 2010    | wer sich als …                                                                   |
| --- | ------- | ------- | ------- | -------------------------------------------------------------------------------- |
| Weiße | 72,4 %  | 77,7 %  | 62,9 %  | weiß bezeichnet                                                                  |
| Schwarze | 1,4 %   | 2,1 %   | 2,7 %   | schwarz bezeichnet                                                               |
| Gelbe | 1,8 %   | 1,2 %   | 2,9 %   | von fernöstlicher Herkunft wie japanisch, chinesisch, koreanisch etc. bezeichnet |
| Braune | 24,3 %  | 18,3 %  | 31,4 %  | braun oder als Mischung aus mehreren Gruppen bezeichnet                          |
| Indigene | 0,0 %   | 0,3 %   | 0,1 %   | Ureinwohner oder Indio bezeichnet                                                |
| ohne Angabe | 0,1 %   | 0,4 %   | 0,0 %   |                                                                                  |
| Gesamt | 100,0 % | 100,0 % | 100,0 % |                                                                                  |
| *) Anmerkung: Das IBGE verwendet für Volkszählungen ausschließlich diese fünf Gruppen. Es verzichtet bewusst auf Erläuterungen. Die Zugehörigkeit wird vom Einwohner selbst festgelegt. |         |         |         |                                                                                  |

Quelle: IBGE (Stand: 1991, 2000 und 2010)

## Wirtschaft

### Landwirtschaft
Die wichtigsten landwirtschaftlichen Produkte sind Soja, Baumwolle und Weizen.

### Gewerbe
Industriebranchen sind Textilien, Bekleidung, Schuhe und Stoffe.  Hinzu kommen Lebensmittelhersteller.

### Kennzahlen
Mit einem Bruttoinlandsprodukt pro Einwohner von 44.361,58 R$ (rund 9.900 €) lag Ubiratã 2019 an 50. Stelle der 399 Munizipien Paranás.
Sein hoher Index der menschlichen Entwicklung von 0,739 (2010) setzte es auf den 59. Platz der paranaischen Munizipien.